# Furcula urocera
Furcula urocera är en fjärilsart som beskrevs av Jean Baptiste Boisduval 1840. Furcula urocera ingår i släktet Furcula och familjen tandspinnare. Inga underarter finns listade i Catalogue of Life.